# Persone di cognome Adler
| Questa pagina contiene informazioni ricavate automaticamente dalle voci biografiche con l'ausilio del template Bio e di un bot. L'aggiornamento è periodico e automatico e ricostruisce completamente la pagina. Se manca una persona in questa lista, sei pregato di non aggiungerla, ma accertati piuttosto che la sua voce biografica contenga il template Bio e che i dati anagrafici siano correttamente compilati. Se il template Bio manca, inseriscilo tu stesso o, in alternativa, metti l'avviso {{tmp\|Bio}} che ne segnala la mancanza. Se i dati riportati sono sbagliati, correggi direttamente la voce biografica; le modifiche saranno visibili in questa lista entro pochi giorni. Per chiarimenti vedi il progetto antroponimi. La lista contiene solo le 68 persone che sono citate nell'enciclopedia e per le quali è stato implementato correttamente il template Bio. Pagina aggiornata al 7 feb 2025. |

Questa è una lista di persone presenti nell'enciclopedia che hanno il cognome Adler, suddivise per attività principale.

## Agenti segreti(1)
- Gabor Adler, agente segreto e partigiano ungherese (Satu Mare, n. 1919 - Roma, † 1944)

## Allenatori di calcio(1)
- Jens Adler, allenatore di calcio e ex calciatore tedesco orientale (Halle, n. 1965)

## Architetti(3)
- Dankmar Adler, architetto e ingegnere statunitense (Lengsfeld, n. 1844 - Chicago, † 1900)
- David Adler, architetto statunitense (Milwaukee, n. 1882 - Libertyville, † 1949)
- Friedrich Adler, architetto e archeologo tedesco (Berlino, n. 1827 - Berlino, † 1908)

## Armonicisti(1)
- Larry Adler, armonicista statunitense (Baltimora, n. 1914 - Londra, † 2001)

## Attori(8)
- Bruce Adler, attore statunitense (New York, n. 1944 - Davie, † 2008)
- Jacob Pavlovič Adler, attore russo (Odessa, n. 1855 - New York, † 1926)
- Jay Adler, attore statunitense (New York, n. 1896 - Los Angeles, † 1978)
- Jerry Adler, attore e regista teatrale statunitense (New York, n. 1929)
- Joe Adler, attore statunitense (Los Angeles, n. 1993)
- Luther Adler, attore e regista statunitense (New York, n. 1903 - Kutztown, † 1984)
- Matt Adler, attore statunitense (Los Angeles, n. 1966)
- Max Adler, attore statunitense (Queens, n. 1986)

## Attrici(4)
- Celia Adler, attrice statunitense (New York, n. 1889 - † 1979)
- Joanna Adler, attrice statunitense (Olmsted, n. 1964)
- Sara Adler, attrice russa (Odessa, n. 1858 - New York, † 1953)
- Sarah Adler, attrice israeliana (Parigi, n. 1978)

## Attrici teatrali(1)
- Stella Adler, attrice teatrale e insegnante statunitense (New York, n. 1901 - Los Angeles, † 1992)

## Batteristi(2)
- Chris Adler, batterista statunitense (Richmond, n. 1972)
- Steven Adler, batterista statunitense (Cleveland, n. 1965)

## Calciatori(1)
- Nicky Adler, ex calciatore tedesco (Lipsia, n. 1985)

## Cestisti(1)
- Cornelius Adler, ex cestista tedesco (Braunschweig, n. 1989)

## Chitarristi(1)
- Willie Adler, chitarrista statunitense (Richmond, n. 1976)

## Ciclisti su strada(1)
- Egon Adler, ciclista su strada tedesco (Großpösna, n. 1937 - † 2015)

## Compositori(1)
- Samuel Adler, compositore e direttore d'orchestra statunitense (Mannheim, n. 1928)

## Designer(1)
- Friedrich Adler, designer e artista tedesco (Laupheim, n. 1878 - Auschwitz, † 1942)

## Direttori d'orchestra(2)
- Kurt Herbert Adler, direttore d'orchestra austriaco (Vienna, n. 1905 - San Francisco, † 1988)
- Kurt Adler, direttore d'orchestra, direttore di coro e pianista austriaco (Jindřichův Hradec, n. 1907 - Butler, † 1977)

## Direttori di coro(1)
- Hugo Chaim Adler, direttore di coro, cantore e compositore belga (Anversa, n. 1894 - Worcester, † 1955)

## Doppiatori(1)
- Charlie Adler, doppiatore statunitense (Boston, n. 1956)

## Filologi(2)
- Georg Christian Adler, filologo e archeologo tedesco (Brandeburgo, n. 1724 - Altona, † 1804)
- George Adler, filologo classico e latinista statunitense (Lipsia, n. 1821 - New York, † 1868)

## Filosofi(2)
- Max Adler, filosofo, sociologo e politico austriaco (Vienna, n. 1873 - Vienna, † 1937)
- Mortimer Adler, filosofo statunitense (New York, n. 1902 - Palo Alto, † 2001)

## Greciste(1)
- Ada Adler, grecista, filologa classica e bibliotecaria danese (Frederiksberg, n. 1878 - Copenaghen, † 1946)

## Inventori(1)
- Robert Adler, inventore austriaco (Vienna, n. 1913 - Boise, † 2007)

## Matematici(1)
- August Adler, matematico tedesco (Troppau, n. 1863 - Vienna, † 1923)

## Medici(2)
- John R. Adler, medico statunitense (Yonkers, n. 1954)
- Oscar Adler, medico tedesco (Karlsbad, n. 1879 - † 1932)

## Microbiologi(1)
- Saul Adler, microbiologo bielorusso (Karelichy, n. 1895 - Gerusalemme, † 1966)

## Musicologi(1)
- Guido Adler, musicologo e docente austriaco (Eibenschütz, n. 1855 - Vienna, † 1941)

## Nuotatrici(1)
- Margarete Adler, nuotatrice austriaca (n. 1896 - † 1990)

## Opinionisti(1)
- René Adler, opinionista e ex calciatore tedesco (Lipsia, n. 1985)

## Orientalisti(2)
- Cyrus Adler, orientalista statunitense (Van Buren, n. 1863 - Filadelfia, † 1940)
- Jacob Georg Christian Adler, orientalista, biblista e numismatico tedesco (Arnis, n. 1756 - Giekau, † 1834)

## Parolieri(1)
- Richard Adler, paroliere, compositore e autore televisivo statunitense (New York, n. 1921 - Southampton, † 2012)

## Pittori(4)
- Christian Matthias Adler, pittore tedesco (Triesdorf, n. 1787 - Monaco di Baviera, † 1850)
- Jankel Adler, pittore polacco (Tuszyn, n. 1895 - Aldbourne, † 1949)
- Jules Adler, pittore francese (Luxeuil-les-Bains, n. 1865 - Nogent-sur-Marne, † 1952)
- Salomon Adler, pittore prussiano (Danzica, n. 1630 - Milano, † 1709)

## Poetesse(1)
- María Raquel Adler, poetessa e mistica argentina (Buenos Aires, † 1974)

## Politici(3)
- Friedrich Adler, politico austriaco (Vienna, n. 1879 - Zurigo, † 1960)
- John Adler, politico statunitense (Filadelfia, n. 1959 - Filadelfia, † 2011)
- Victor Adler, politico austriaco (Praga, n. 1852 - Vienna, † 1918)

## Produttori cinematografici(1)
- Gilbert Adler, produttore cinematografico, sceneggiatore e regista statunitense (New York, n. 1946)

## Produttori discografici(1)
- Lou Adler, produttore discografico, regista e produttore cinematografico statunitense (Chicago, n. 1933)

## Psichiatri(1)
- Alfred Adler, psichiatra, psicoanalista e psicologo austriaco (Rudolfsheim, n. 1870 - Aberdeen, † 1937)

## Psicoanalisti(1)
- Nathan Adler, psicoanalista statunitense (New York, n. 1911 - Mill Valley, † 1994)

## Rabbini(2)
- Nathan Adler, rabbino e religioso tedesco (Francoforte sul Meno, n. 1741 - Francoforte sul Meno, † 1800)
- Samuel Adler, rabbino tedesco (Worms, n. 1809 - New York City, † 1891)

## Scrittori(1)
- Warren Adler, scrittore, poeta e drammaturgo statunitense (Brooklyn, n. 1927 - Manhattan, † 2019)

## Scrittrici(2)
- Malka Adler, scrittrice israeliana (Kfar Hittim, n. 1945)
- Renata Adler, scrittrice, giornalista e critica cinematografica statunitense (Milano, n. 1937)

## Storici(2)
- Alexandre Adler, storico e giornalista francese (Parigi, n. 1950 - Parigi, † 2023)
- Elkan Nathan Adler, storico e avvocato britannico (Saint Luke's, n. 1861 - Londra, † 1946)

## Storici dell'arte(1)
- Bruno Adler, storico dell'arte e scrittore tedesco (Karlovy Vary, n. 1888 - Londra, † 1968)

## Senza attività specificata(1)
- Uwe Adler, ex pentatleta tedesco (Halle, n. 1944)